# دنی بلیند
دنی بلیند (هلندی: Danny Blind؛ زادهٔ ۱ اوت ۱۹۶۱) بازیکن سابق و مربی فوتبال اهل هلند است. وی همچنین در تیم ملی فوتبال هلند بازی کرده‌است. او پدر دیلی بلیند است. او از سال ۲۰۱۵ مربی تیم ملی فوتبال هلند شد و در سال ۲۰۱۷ از این سمت برکنار شد.